# Хейнс, Колтон
Ко́лтон Ли Хейнс (англ. Colton Lee Haynes, род. 13 июля 1988) — американский актёр, модель и певец.

## Биография
Колтон Хейнс родился 13 июля 1988 года. Переехал в Нью-Йорк, где начал карьеру модели.
С 2007 года играет эпизодические роли в различных телесериалах («C.S.I.: Место преступления Майами», «Мелроуз Плейс» и т. д.). В 2009 году снимается в телефильме телеканала Hallmark Channel — «Всегда и навсегда».
В 2010 году снимался в проекте телеканала ABC — «Врата», где играл оборотня. В 2011 году Колтон Хейнс играет роль в телесериале «Волчонок» производства телеканала MTV, являющимся адаптацией одноимённого полнометражного фильма 1985 года с Майклом Джеем Фоксом в главной роли. С 2013 года снимается в основанном на комиксах DC Comics сериале канала CW «Стрела», где играет роль Роя Харпера.

## Личная жизнь
В мае 2016 года Хейнс совершил каминг-аут как гей.
В марте 2017 года Хейнс объявил о помолвке со своим партнёром, флористом Джеффом Литамом. Они поженились 27 октября 2017 года. В мае 2018 года Хейнс подал на развод с Литамом, однако пара примирилась перед первой свадебной годовщиной. В декабре 2018 года Хейнс подал на развод во второй раз. Бракоразводный процесс был завершён в августе 2019 года.

## Фильмография
| Год       |    | Русское название                   | Оригинальное название        | Роль                     |
| --------- | -- | ---------------------------------- | ---------------------------- | ------------------------ |
| 2007      | ф  | Трансформеры                       | Transformers                 | Юноша в кафе             |
| 2007      | с  | C.S.I.: Место преступления Майами  | CSI: Miami                   | Брендон Фокс             |
| 2008      | с  | Мёртвые до востребования           | Pushing Daisies              | Арес Костополус          |
| 2008      | с  | Избалованные                       | Privileged                   | Александр                |
| 2009      | с  | Мелроуз Плейс                      | Melrose Place                | Джесси Робертс           |
| 2009      | тф | Всегда и навсегда                  | Always and Forever           | Скотт Холлэнд            |
| 2010      | с  | Взгляд                             | Look                         | Шейн                     |
| 2010      | с  | Врата                              | The Gates                    | Брэтт Крезски            |
| 2011      | с  | Девять жизней Хлои Кинг            | The Nine Lives of Chloe King | Кай                      |
| 2011—2017 | с  | Волчонок                           | Teen Wolf                    | Джексон Уиттмор / Канима |
| 2013—2020 | с  | Стрела                             | Arrow                        | Рой Харпер / Арсенал     |
| 2015      | ф  | Разлом Сан-Андреас                 | San Andreas                  | Джоби                    |
| 2016      | с  | Королевы крика                     | Scream Queens                | Тайлер                   |
| 2017      | ф  | Очень плохие девчонки              | Rough Night                  | офицер Скотти            |
| 2017      | с  | Американская история ужасов: Культ | American Horror Story: Cult  | детектив Джек Сэмюэлс    |
| 2018      | ф  | Больше                             | Bigger                       | Джек Лаланн              |
| 2018      | ф  | Триумф                             | Triumph                      | Джефф                    |
| 2022      | с  | Куколка                            | Dollface                     | Лукас                    |
| 2023      | тф | Волчонок: Фильм                    | Teenwolf: The Movie          | Джексон Уиттмор          |